# Hvid skybjerg
Hvid skybjerg (Tanichthys albonubes) er en karpefisk som ofte bruges i akvarier.